# Absolutnie fantastyczne: Film
Absolutnie fantastyczne: Film (tyt. oryg. Absolutely Fabulous: The Movie) – brytyjski film komediowy z 2016 roku w reżyserii Mandie Fletcher, według scenariusza Jennifer Saunders, która wcieliła się też w jedną z dwóch głównych ról. Film nawiązuje do sitcomu Absolutnie fantastyczne, w którym w głównych rolach także wystąpiły Saunders i Joanna Lumley.

## Tło
Saunders w marcu 2012 potwierdziła, że pisze scenariusz do filmu. Zdjęcia rozpoczęły się w październiku 2015 na francuskim Lazurowym Wybrzeżu, a kontynuowane były w Londynie. Aktorzy występujący w sitcomie wcielili się w filmie w odgrywane przez siebie oryginalne role, w tym piosenkarki Lulu i Emma Bunton jako one same. Ponadto w produkcji gościnnie pojawiło się ponad 50 znanych osób ze świata mody, mediów i muzyki oraz aktorów i celebrytów, m.in. Kate Moss, Stella McCartney, Jean-Paul Gaultier, Graham Norton, Dawn French, Joan Collins, La Roux, Tinie Tempah i Alesha Dixon. Dla aktorki June Whitfield była to ostatnia rola filmowa, zmarła 2,5 roku po premierze filmu.
Kylie Minogue nagrała na potrzeby filmu nową wersję utworu „This Wheel's on Fire”, który wcześniej był motywem przewodnim serialu. Na ścieżce dźwiękowej pojawiają się także dwa utwory La Roux, „Sexotheque” i „Uptight Downtown”, wykonywane przez nią w filmie.
Premiera odbyła się 29 czerwca 2016 w kinie Odeon na londyńskim Trafalgar Square. Produkcja 1 lipca trafiła do regularnego rozpowszechniania, a w grudniu 2016 film wydano na DVD i Blu-ray. Film otrzymał mieszane recenzje od krytyków.

## Obsada
- Jennifer Saunders jako Edina „Eddy” Monsoon
- Joanna Lumley jako Patsy Stone
- Julia Sawalha jako Saffron „Saffy” Monsoon
- June Whitfield jako matka
- Jane Horrocks jako Bubble
- Chris Colfer jako Christopher
- Christopher Ryan jako Marshall Turtle
- Mo Gaffney jako Bo Chrysalis Turtle
- Kathy Burke jako Magda
- Helen Lederer jako Catriona
- Harriet Thorpe jako Fleur
- Celia Imrie jako Claudia Bing
- Robert Webb jako Nick
- Marcia Warren jako Lubliana
- Barry Humphries jako Charlie
- Lulu jako ona sama
- Emma Bunton jako ona sama
- Kate Moss jako ona sama
- Wanda Ventham jako Violet
- Janette Tough jako Huki Muki
- Rebel Wilson jako stewardesa
- Rylan Clark-Neal jako steward
- Mark Gatiss jako Joel